# The Australian Way
The Australian Way est un magazine inflight mensuel édité par la compagnie aérienne australienne Qantas pour être distribué gratuitement à bord de ses avions de ligne pendant leurs vols passagers.